# Panicum piauiense
Panicum piauiense är en gräsart som beskrevs av Jason Richard Swallen. Panicum piauiense ingår i släktet vipphirser, och familjen gräs. Inga underarter finns listade i Catalogue of Life.